# 2020년 하계 올림픽 네덜란드 선수단
2020년 하계 올림픽 네덜란드 선수단은 2021년 7월 23일부터 8월 8일까지 일본 도쿄에서 열린 2020년 하계 올림픽에 참가한 올림픽 네덜란드 선수단이다.
네덜란드는 2020년 도쿄 하계 올림픽에 출전했다. 원래 2020년 7월 24일부터 8월 9일까지 열릴 예정이었던 올림픽은 코로나19 범유행으로 인해 2021년 7월 23일부터 8월 8일로 연기되었다. 1900년 네덜란드 국가가 공식 데뷔한 이래 네덜란드 선수들은 하계 올림픽의 모든 대회에 출전해 왔다. 단, 1904년 세인트루이스 하계 올림픽과 1956년 멜버른 하계 올림픽은 네덜란드가 소련의 헝가리 침공으로 인해 보이콧했다.

## 출전 선수
| 종목           | 남자 | 여자 | 전체 |
| -------------- | ---- | ---- | ---- |
| 양궁           | 3    | 1    | 4    |
| 아티스틱스위밍 | 빈칸 | 2    | 2    |
| 육상           | 18   | 25   | 43   |
| 배드민턴       | 2    | 2    | 4    |
| 농구           | 4    | 0    | 4    |
| 복싱           | 1    | 1    | 2    |
| 카누           | 0    | 1    | 1    |
| 사이클         | 16   | 13   | 29   |
| 다이빙         | 0    | 2    | 2    |
| 승마           | 5    | 3    | 8    |
| 펜싱           | 1    | 0    | 1    |
| 하키           | 16   | 16   | 32   |
| 축구           | 0    | 22   | 22   |
| 골프           | 0    | 1    | 1    |
| 체조           | 2    | 4    | 6    |
| 핸드볼         | 0    | 14   | 14   |
| 유도           | 5    | 5    | 10   |
| 조정           | 21   | 14   | 35   |
| 요트           | 4    | 6    | 10   |
| 스케이트보드   | 0    | 2    | 2    |
| 수영           | 8    | 8    | 16   |
| 탁구           | 0    | 1    | 1    |
| 테니스         | 2    | 2    | 4    |
| 트라이애슬론   | 2    | 2    | 4    |
| 배구           | 2    | 4    | 6    |
| 수구           | 0    | 13   | 13   |
| 역도           | 1    | 0    | 1    |
| 전체           | 113  | 165  | 278  |

## 같이 보기
- 올림픽 네덜란드 선수단